# Huizen
Huizen  è una municipalità dei Paesi Bassi di 41 940 abitanti situata nella provincia dell'Olanda Settentrionale.